# 174 Phaedra
Phaedra /ˈfiːdrə/ (định danh hành tinh vi hình: 174 Phaedra) là một tiểu hành tinh bằng đá khá lớn ở vành đai chính.
Ngày 2 tháng 9 năm 1877, nhà thiên văn học người Mỹ gốc Canada James C. Watson phát hiện tiểu hành tinh Phaedra khi ông thực hiện quan sát tại Đài quan sát Detroit và đặt tên nó theo tên Phaedra, nữ hoàng sầu muộn thất tình trong thần thoại Hy Lạp.
Đường cong ánh sáng của nó cho thấy là nó có dạng bất thường hoặc kéo dài.